# Ikarus, der fliegende Mensch
Ikarus, der fliegende Mensch ist ein deutsches Stummfilm-Weltkriegsdrama aus dem Jahre 1918 von Carl Froelich.

## Handlung
Deutschland in der Kaiserzeit. Der Junge Günther Ellinghaus ist der ganze Stolz seiner Eltern. Schon früh hat der technisch begabte Tüftler auf sich aufmerksam gemacht und als Schüler mit seinem Buch über den Urvater der Fliegerei, „Ikarus“, einen Preis gewonnen. Zehn Jahre später schließt er an der Hochschule ein Ingenieursstudium ab. Der von Günther entwickelte Motor, der eine besonders starke Leistungskraft aufweist, lässt die Fachwelt aufhorchen. Eine junge Dame, die Französin Clemence de Montignon, hat derweil seine Bekanntschaft gesucht, und beginnt den für ihre unlauteren Absichten interessanten Deutschen zu umgarnen. Sie handelt im Auftrag des aalglatten französischen Baron d’Aubigny, der sich aus der kleinen Affäre zwischen seiner Landsmännin und dem Deutschen Informationen über den sensationellen Ikarus-Motor erhofft. Diese Bekanntschaft nimmt in zunehmendem Maße Günthers gesamte Aufmerksamkeit in Anspruch und führt dazu, dass sich der junge Ingenieur hoch verschuldet. Die Rechnung türmen sich, und Günthers Vater, ein angesehener Bankier, spricht ein Machtwort mit seinem Sohn, das allerdings wenig fruchtet.
Auf dem Esplanade-Fest führt Clemence Günther mit dem Baron zusammen, der sofort auf den Punkt kommt und Interesse an dem Erwerb der Motor-Auslandspatente erkennen lässt. Ellinghaus lehnt den Verkauf jedoch ab. D’Aubigny fordert daraufhin Clemence unbemerkt auf, Ellinghaus in das Nebenzimmer zu lotsen, wo Glücksspiel betrieben wird. Man will Günther derart verschulden, dass er gar nicht anders kann, als die Patente für den Supermotor herauszurücken. Ellinghaus verliert tatsächlich Spiel auf Spiel, aber nur, weil d’Aubigny mit Clemences Hilfe falschspielt. Ein letztes Mal bittet Günther seinen Vater, ihm bei dem Begleichen der Spielschulden zu helfen, doch diesmal lehnt der alte Herr entrüstet ab. Günther sieht keinen Ausweg mehr als sich zu erschießen. Doch seine Cousine Erika kann ihn davon abhalten. Zwei Monate später ist Ellinghaus in New York gestrandet, wo er sich ein Auskommen als Kellner im Hotel Astor geschaffen hat. D’Aubigny schreibt im Mai 1914 seiner Mitverschworenen Clemence von diesem Sachverhalt und bittet, wieder mit ihm in Kontakt zu treten.
Günther hat von Erika einen Brief erhalten. In diesem teilt sie ihrem Cousin mit, dass Clemence und d’Aubigny sich aus Berlin abgesetzt haben sollen, da sie feindliche Agenten gewesen seien. D’Aubigny reist im Auftrag seiner Auftraggeber, einer französischen Flugzeugfabrik, in die USA, um dort einen letzten Versuch zu unternehmen, Ellinghaus die Ikarus-Pläne abzukaufen. Man bietet ihm 10.000 Dollar, doch wieder sagt Ellinghaus „nein“. Denn soeben ist der österreichische Thronfolger ermordet worden, und Krieg mit Russland und Frankreich liegt in der Luft. Günther Ellinghaus will nun unbedingt zurück in die Heimat, um gegen die Feinde anzukämpfen. Er verdingt sich während der Überfahrt auf einem Schiff der neutralen Niederlande als Heizer. Auf dieser Überfahrt wird die „Amsterdam“ von einem britischen Kriegsschiff aufgebracht und nach Passagieren aus Feindstaaten durchsucht. Da auch d’Aubigny an Bord ist und Ellinghaus immer mehr unter Druck setzt, überwältigt der Deutsche den Franzosen und täuscht die Briten mit d’Aubignys französischem Papieren. Wenig später wird das britische Kriegsschiff von deutschen Fliegern versenkt. Aus den gewasserten Flugzeugen steigen nunmehr deutsche Soldaten und betreten ihrerseits die „Amsterdam“ zur Dokumentenkontrolle. Von seinen Fliegerlandsleuten lässt sich Ellinghaus in die Heimat mitnehmen.
Clemence de Montignon zeigt in ihrem Schloss in Nordfrankreich französischen Offizieren eine geheime Telefonverbindung, die direkt zu einem Flugplatz einer französischen Flugstaffel bei Amiens führt. Wenig später sind deutsche Soldaten vorgerückt und haben das Schlossgelände eingenommen. Ellinghaus hat sich derweil bei einer Flugzeugstaffel gemeldet und sich als Aufklärungsflieger an der italienischen Front einige Lorbeeren verdient. Schließlich wird er zu einer Jagdstaffel versetzt. An der Westfront ist er bald einer der erfolgreichsten Piloten. In einer Zeitungsmeldung liest er, dass d’Aubigny als Chef des französischen Jagdgeschwaders Nr. 79 sein direkter Gegenspieler geworden sei. Während eines Fluges erkennt Ellenhaus das markante Totenkopf-Emblem d’Aubignys und will daraufhin zum Angriff ansetzen. Unglücklicherweise setzt in diesem Moment sein Motor aus, und Ellinghaus muss auf feindlichem Gebiet nahe dem Montignon-Schloss notlanden. Als Günther im Schloss Quartier sucht, um auf die deutschen Monteure mit einem neuen Vergaser zu warten, erkennt ihn Clemence de Montignon, die die ganze Zeit den französischen Militärs über die geheime Telefonleitung Informationen über deutsche Truppenbewegungen zukommen ließ, sofort.
Das Wiedersehen ist zunächst herzlich, doch hat Flieger Ellinghaus gegenüber der Feindnation Frankreich angehörenden Clemence ein ungutes Gefühl. Er wahrt Distanz und legt sich, während der Monteur seinen Flieger repariert, zur Nachtruhe. Um vier Uhr nachts schläft er selig, als Clemence d’Aubigny Lichtzeichen gibt, wo dieser sicher landen könne. Dann führt Clemence ihn in das Schloss. Gemeinsam mit dem schwarzen Schlossdiener überfällt d’Aubigny den Deutschen und fesselt ihn. Dann legt sie im Schloss ein Feuer und klettert die Leiter von dem Zimmer im ersten Stock, in dem Ellinghaus hilflos verschnürt auf dem Fußboden liegt, nach unten ins Freie. Mit großer Mühe entkommt er den Flammen und springt aus dem Fenster in die Tiefe, wo ihn seine Kameraden in Empfang nehmen. Währenddessen hat sich d’Aubigny mit Clemence auf dem Rücksitz mit seinem Flieger aus dem Staub gemacht. Günther klemmt sich sofort hinter den Steuerknüppel seines reparierten Fliegers, um d’Aubigny nicht entkommen zu lassen. Beim Luftkampf stürzt d’Aubignys Flugzeug ab, Clemence wird leicht, d’Aubigny hingegen schwer verletzt.
Einige Monate später herrscht Waffenstillstand, Günther geht auf Erika zu, und beide finden endlich zueinander. Es wird Hochzeit gefeiert, und man geht auf Hochzeitsreise in die Schweiz. Als Ellinghaus im Hotel von Luzern seine Widersacher Clemence de Montignon und Baron d’Aubigny wiederbegegnet, reicht Ellinghaus ihm die versöhnende Hand. Nach kurzem Zögern schlägt er ein.

## Produktionsnotizen
Ikarus, der fliegende Mensch wurde in der Schlussphase des Ersten Weltkriegs unter dem Arbeitstitel Der Adler von Flandern im Literaria-Film-Atelier in Berlin-Tempelhofs Oberlandstraße gedreht, konnte aber vor Kriegsende nicht mehr zur öffentlichen Aufführung gebracht werden. Eine Presseaufführung erfolgte am 27. Oktober 1918 im Berliner Mozartsaal. Damit gilt die Produktion als der letzte Kriegsfilm (also vor dem Waffenstillstandstag am 11. November 1918). Die breite Öffentlichkeit konnte den Film in der zensurlosen Zeit erstmals am 1. Juli 1919 im Marmorhaus sehen. Er besaß sechs Akte mit einer ursprünglichen Länge von etwa 2000 Metern. Die Filmzensur erfolgte erst am 1. Juni 1921. Anschließend wurde das Fliegerdrama unter dem Titel Ikarus. Im Höhenflug der Leidenschaften vertrieben.
Die Bauten schuf Artur Günther.
Der Film, der durch zahlreiche Luftaufnahmen besticht, ist heute noch existent und wird im Deutsche Kinemathek – Museum für Film und Fernsehen verwahrt.